# توماس دی ویلاردی
توماس دی ویلاردی (انگلیسی: Thomas de Villardi؛ زادهٔ ۲۷ مارس ۱۹۹۴) بازیکن فوتبال اهل فرانسه است.